# Türk Otomotiv Endüstrileri
Türk Otomotiv Endüstrileri A.Ş. war ein türkischer Hersteller von Kraftfahrzeugen.

## Unternehmensgeschichte
Das Unternehmen wurde 1955 gegründet. Die Produktion von Nutzfahrzeugen nach Lizenz von International Harvester begann. 1960 kam es zu einer Einigung mit der Rootes-Gruppe zur Lizenzproduktion eines Automobils. Der Markenname lautete Zafer. Im gleichen Jahr endete die Produktion. Ob tatsächlich ein Pkw gefertigt wurde, ist unklar. 1993 endete die Produktion der Nutzfahrzeuge.

## Fahrzeuge
Das einzige Pkw-Modell war die Lizenzfertigung des Triumph Herald 12/50 von Triumph.
Außerdem entstanden Lastkraftwagen, Omnibusse und Traktoren.